# Каррион, Педро (боксёр)
Пе́дро Каррио́н Са́го (исп. Pedro Carrión Sago; род. 24 августа 1971, Гавана) — кубинский боксёр, представитель тяжёлой весовой категории. Выступал за сборную Кубы по боксу в конце 1990-х — начале 2000-х годов, серебряный и бронзовый призёр чемпионатов мира, чемпион кубинского национального первенства. В период 2006—2009 годов также боксировал на профессиональном уровне в Германии.

## Биография
Педро Каррион родился 24 августа 1971 года в Гаване.

### Любительская карьера
Впервые заявил о себе в 1994 году, одержав победу на юниорском чемпионате мира в Стамбуле. Год спустя стал вторым в зачёте кубинского национального первенства, ещё через год стал бронзовым призёром чемпионата Кубы, выиграл серебряную медаль на международном турнире «Хиральдо Кордова Кардин» — в решающем финальном поединке был остановлен соотечественником Алексисом Рубалькабой.
В 1999 году вновь стал бронзовым призёром чемпионата Кубы в тяжёлом весе, в 2000 году добавил в послужной список серебряную медаль национального первенства.
Первого серьёзного успеха на международной арене добился в сезоне 2001 года, когда наконец стал чемпионом Кубы, вошёл в основной состав кубинской национальной сборной и побывал на чемпионате мира в Белфасте, откуда привёз награду бронзового достоинства — на стадии полуфиналов проиграл представителю Украины Алексею Мазикину.
На мировом первенстве 2003 года в Бангкоке завоевал серебряную медаль — в полуфинале прошёл немца Себастиана Кёбера, но в финале уступил россиянину Александру Поветкину.
В 2004 году выбыл из основного состава кубинской сборной, проиграв в конкурентной борьбе Микелю Лопесу Нуньесу.

### Профессиональная карьера
Переехав на постоянное жительство в Германию, в период 2006—2009 годов Каррион периодически выступал на профессиональном уровне. В общей сложности провёл 10 поединков, в том числе 8 выиграл, один проиграл, в одном случае была зафиксирована ничья. Единственное поражение потерпел по очкам от ливанца Мануэля Чарра, тогда как ничья была у него в поединке с южноафриканцем Франсуа Бота.